# پدرو پاسکال
خوسه پدرو بالماسدا پاسکال (اسپانیایی: Jose Pedro Balmaceda Pascal‎؛ زادهٔ ۲ آوریل ۱۹۷۵) بازیگر شیلیایی-آمریکایی است. پس از نزدیک به دو دهه بازی در نقش‌های کوتاه در سینما و تلویزیون، پاسکال با ایفای نقش اوبرین مارتل در فصل چهارم سریال فانتزی بازی تاج‌وتخت (۲۰۱۴) و خاویر پنیا در سریال جنایی نارکوس (۲۰۱۵–۲۰۱۷) به شهرت رسید. از سال ۲۰۱۹، او نقش شخصیت اصلی سریال جنگ ستارگان تحت عنوان مندلورین و از سال ۲۰۲۳، نقش جوئل در سریال درام آخرین بازمانده از ما را بازی کرد. او همچنین نقش مندلورین را در سریال اسپین‌آف، یعنی کتاب بوبا فت (۲۰۲۲) بازی کرد. او برای بازی در آخرین بازمانده از ما، نامزد جایزهٔ امی ساعات پربیننده شد. مجلهٔ تایم در سال ۲۰۲۳ او را یکی از ۱۰۰ شخص تأثیرگذار در جهان نامید.
در خارج از عرصهٔ تلویزیون، پاسکال در فیلم‌های اداره تعدیل (۲۰۱۱)، دیوار بزرگ (۲۰۱۶), کینگزمن: محفل طلایی (۲۰۱۷)، برابرساز ۲ (۲۰۱۸)، مرز سه‌گانه (۲۰۱۹)، زن شگفت‌انگیز ۱۹۸۴ (۲۰۲۰) و سنگینی طاقت‌فرسای استعداد فراوان (۲۰۲۲) حضور داشته است.

## اوایل زندگی
خوزه پدرو بالماسدا پاسکال در ۲ آوریل ۱۹۷۵ در سانتیاگو، پایتخت شیلی، به‌دنیا آمد. مادرش، ورونیکا پاسکال اورتا، روان‌شناس کودک و پدرش، خوزه بالماسدا ریرا، پزشک متخصص باروری و از اشراف کاستیلی-باسکی بود. مادربزرگ پدری‌اش در پالما د مایورکا، اسپانیا متولد شده بود. او یک خواهر بزرگ‌تر به نام خاویرا، یک برادر کوچک‌تر به نام نیکولاس و یک خواهر کوچک‌تر به نام لوکس دارد که بازیگر و فعال تراجنسیتی است. مادر پاسکال، عموزاده آندرس پاسکال آلنده بود، که خود خواهرزاده رئیس‌جمهور سوسیالیست شیلی، سالوادور آلنده، و از رهبران اولیه جنبش چپ انقلابی، یک سازمان تندرو چپ‌گرا، محسوب می‌شد.
دو سال پیش از تولد پاسکال، دولت سوسیالیستی منتخب سالوادور آلنده توسط ژنرال آگوستو پینوشه سرنگون شد و شیلی به دیکتاتوری نظامی تبدیل گشت. هر دو والدین پاسکال از سوی رژیم پینوشه به عنوان دشمنان دولت شناخته شدند و خانواده زمانی که او نه‌ماهه بود، پس از شش ماه پناهندگی در سفارت ونزوئلا در سانتیاگو، مجبور به ترک شیلی شدند.
خانواده سپس در دانمارک پناهندگی سیاسی دریافت کردند و بعدها در ایالات متحده ساکن شدند. پاسکال تا ۱۱ سالگی در سن آنتونیو، تگزاس بزرگ شد و سپس به شهرستان اورنج، کالیفرنیا نقل مکان کردند. تا هشت سالگی، خانواده‌اش مرتباً به شیلی سفر می‌کردند تا با ۳۴ عموزاده‌اش دیدار کنند. والدینش در نهایت در سال ۱۹۹۵ به شیلی بازگشتند تا دو فرزند کوچک‌ترشان را بزرگ کنند.
پاسکال در مدرسه هنرهای اورنج کانتی به تحصیل بازیگری پرداخت و در سال ۱۹۹۳ فارغ‌التحصیل شد. سپس به مدرسه هنر تیش دانشگاه نیویورک رفت و در سال ۱۹۷۷ فارغ‌التحصیل شد. پس از درگذشت مادرش، او به احترام وی شروع به استفاده حرفه‌ای از نام خانوادگی مادرش، پاسکال، کرد، زیرا معتقد بود آمریکایی‌ها در تلفظ نام خانوادگی پدری‌اش، بالماسدا، مشکل دارند.

## زندگی شخصی
پاسکال به هر دو زبان انگلیسی و اسپانیایی مسلط است. او پس از نقل مکان به نیویورک در سال ۱۹۹۳، رفاقت نزدیکی با بازیگر سارا پلسون برقرار کرد.
پاسکال از حامیان حقوق LGBTQ+ است و زمانی که خواهرش، لوکس پاسکال، خودش را ترنسجندر معرفی کرد، از او حمایت نمود. لوکس گفته است: «او نقش مهمی در این مسیر داشته است. او هم هنرمند است و راهنمای من بوده. او از اولین کسانی بود که چیزهایی به من داد که هویتم را شکل داد.»
پاسکال خود را ندانم‌گرا و لیبرال پیشرو می‌داند. او در انتخابات ریاست‌جمهوری ۲۰۲۱ شیلی از گابریل بوریک، نامزد چپ‌گرا، حمایت کرد.

## فیلم‌شناسی

### سینمایی
| سال  | عنوان                            | نقش                          | یادداشت      |
| ---- | -------------------------------- | ---------------------------- | ------------ |
| ۲۰۱۱ | اداره تعدیل                      | ماتر دپل سانتو               |              |
| ۲۰۱۶ | دیوار بزرگ                       | پرو تووآر                    |              |
| ۲۰۱۷ | کینگزمن: محفل طلایی              | جک دانیلز                    |              |
| ۲۰۱۸ | معدن‌کاوی                         | عزرا                         |              |
| ۲۰۱۸ | ایکوالایزر ۲                     | دیو یورک                     |              |
| ۲۰۱۸ | اگر خیابان بیل می‌توانست حرف بزند | پیترو آلوارز                 |              |
| ۲۰۱۹ | مرز سه‌گانه                       | فرانسیسکو مورالس             |              |
| ۲۰۲۰ | زن شگفت‌انگیز ۱۹۸۴                | ماکسول لرد                   |              |
| ۲۰۲۰ | ما می‌توانیم قهرمان باشیم         | مارکوس مورنو                 |              |
| ۲۰۲۲ | سنگینی طاقت‌فرسای استعداد فراوان  |                              |              |
| ۲۰۲۲ | حباب                             |                              |              |
| ۲۰۲۳ | سبک عجیب زندگی                   | سیلوا                        | فیلم کوتاه   |
| ۲۰۲۴ | داستان‌های عجیب و غریب            | کلینت                        |              |
| ۲۰۲۴ | دختران فراری                     | سانتوس                       | حضور افتخاری |
| ۲۰۲۴ | دعوت‌نشده                         | لوسین فلورس                  |              |
| ۲۰۲۴ | ربات وحشی                        | فینک                         | صداپیشه      |
| ۲۰۲۴ | گلادیاتور ۲                      | ژنرال مارکوس آکاسیوس         |              |
| ۲۰۲۵ | ادینگتون                         | شهردار تد گارسیا             |              |
| ۲۰۲۵ | چهار شگفت‌انگیز: گام‌های نخست      | رید ریچاردز / آقای شگفت‌انگیز |              |
| ۲۰۲۵ | مادی‌گرایان                       | رندی                         |              |
| ۲۰۲۶ | مندلورین و گروگو                 | مندلورین / دین جارین         |              |

### تلویزیون
| سال        | عنوان                           | نقش                | یادداشت                                                                                 |
| ---------- | ------------------------------- | ------------------ | --------------------------------------------------------------------------------------- |
| ۱۹۹۹       | بافی قاتل خون‌آشام‌ها             | ادی                |                                                                                         |
| ۲۰۰۶       | نظم و قانون: قصد جنایی          | رجی لاکمن          | قسمت: «بید گریان»                                                                       |
| ۲۰۰۸       | نظم و قانون                     | تیتو کاباسا        | قسمت: «تانگو»                                                                           |
| ۲۰۰۹       | نظم و قانون: قصد جنایی          | کوین گرین          | قسمت: «شکوهی که بود»                                                                    |
| ۲۰۰۹–۲۰۱۱  | همسر خوب                        | ناتان لندری        |                                                                                         |
| ۲۰۱۱       | نظم و قانون: واحد قربانیان ویژه | نماینده ویژه گریر  | قسمت: «دودی»                                                                            |
| ۲۰۱۳       | نیکیتا                          | لیام               |                                                                                         |
| ۲۰۱۳       | میهن                            | دیوید پورتیلو      |                                                                                         |
| ۲۰۱۴       | روان‌کاو                         | مارکوس پایک        |                                                                                         |
| ۲۰۱۴       | بازی تاج‌وتخت                    | اوبرین مارتل       | فصل چهارم نامزد - جایزه انجمن بازیگران فیلم برای بهترین اجرای گروهی در مجموعه تلویزیونی |
| ۲۰۱۵–۲۰۱۷  | نارکس                           | خاویر پنتا         |                                                                                         |
| ۲۰۱۹–اکنون | مندلورین                        | مندلورین/دین جارین |                                                                                         |
| ۲۰۲۱–۲۰۲۲  | کتاب بوبا فت                    | مندلورین/دین جارین |                                                                                         |
| ۲۰۲۳       | آخرین بازمانده از ما            | جوئل               | نقش اصلی                                                                                |

### بازی‌های ویدئویی
| سال  | عنوان    | نقش    | یادداشت |
| ---- | -------- | ------ | ------- |
| ۲۰۱۶ | بی‌آبرو ۲ | پائولو | صداپیشه |